# Лейн, Розмари
Ро́змари Лейн (англ. Rosemary Lane; 4 апреля 1914 или 4 апреля 1913, Индианола, Айова — 25 ноября 1974, Вудленд-Хиллз, Калифорния) — американская киноактриса и исполнительница песен в фильмах. Одна из четырёх «Сестёр Лейн» (Лиота, Лола, Розмари и Присцилла).

## Биография
Розмари Малликэн (настоящее имя актрисы) родилась 4 апреля 1913 года в городке Индианола (штат Айова, США). С 17 лет начала появляться с младшей сестрой на провинциальных сценах. В 1931 году окончила старшую школу и поступила в Колледж Симпсона, однако не окончила его. В 1932 году переехала с матерью, которая решила бросить мужа, и сестрой Присциллой в Нью-Йорк. Девушки начали посещать разнообразные прослушивания, мечтая попасть на Бродвей, но безрезультатно. Тем не менее их приметил музыкант Фред Уоринг, и предложил девушкам вступить в его коллектив. Они сменили свои фамилии Малликэн на артистические псевдонимы Лейн, и с 1933 года Розмари Лейн стала участницей оркестра Уоринга. Она специализировалась на исполнении песен-баллад, в то время как сестра стала комиком, изящно остря с Уорингом и с гостями его радио-шоу. В том же году суд официально развёл родителей Розмари и Присциллы.
Розмари продолжала сотрудничество с Уорингом не один год, а в 1937 году он заключил контракт с киностудией Warner Bros., которая предложила сняться ему и его музыкальному коллективу в фильме «Студенческое шоу». И Розмари и Присцилла успешно прошли кастинг и им дали главные женские роли в картине. Восхитившись артистическими талантами сестёр, Warner Bros. заключила с обеими девушками семилетний контракт на съёмки.
Кинокарьера Розмари продолжалась недолго, всего восемь лет (1937—1945), за которые она появилась в двадцати одном фильме (в двенадцати из них также исполнила несколько песен). После 1945 года она переключилась на продажу недвижимости в Лос-Анджелесе.
Розмари Лейн скончалась 25 ноября 1974 года в районе Вудленд-Хиллз (Лос-Анджелес) от сахарного диабета и обструкции лёгких. Похоронена на кладбище «Лесная поляна» в Глендейле (Калифорния). Мемориальная табличка с именем и годами жизни была установлена на её надгробии лишь в 2012 году.
Личная жизнь
28 декабря 1941 года Лейн вышла замуж за известного (его имя указано в титрах к примерно 600 фильмам и сериалам) гримёра по имени Бад Уэстмор (1918—1973). В ноябре 1952 года женщина подала на развод, заявив, что Уэстмор «бросил её четыре месяца назад». В 1954 году суд официально оформил развод, от брака осталась дочь.

## Избранная фильмография
- 1937 — Студенческое шоу[англ.] / Varsity Show — Барбара «Бэбс» Стюард
- 1937 — Голливудский отель[англ.] / Hollywood Hotel — Вирджиния Стэнтон
- 1938 — Золотоискатели в Париже[англ.] / Gold Diggers in Paris — Кэй Морроу
- 1938 — Четыре дочери[англ.] / Four Daughters — Кэй Лемп
- 1939 — Остров Блэкуэлл[англ.] / Blackwell's Island — Санни Уолш
- 1939 — Парень из Оклахомы[англ.] / The Oklahoma Kid — Джейн Хардуик
- 1939 — Мужественные дочери[англ.] / Daughters Courageous — Тинка Мастерс
- 1939 — Возвращение доктора Икс / The Return of Doctor X — Джоан Вэнс
- 1939 — Четыре жены[англ.] / Four Wives — Кэй Лемп
- 1940 — Ангел из Техаса[англ.] / An Angel from Texas — Лидия Уэстон
- 1940 — Мальчики из Сиракуз[англ.] / The Boys from Syracuse — Филлис
- 1941 — Четыре матери[англ.] / Four Mothers — Кэй Лемп Форрест
- 1941 — Перерыв на ритм[англ.] / Time Out for Rhythm — Франсис Льюис

- «Четыре жены[англ.]» (1939). Слева направо: Присцилла Лейн, Розмари Лейн, Лола Лейн и Гейл Пейдж.
- Фото в журнале Argentinean Magazine (август 1940).